# 교황 우르바노 3세
교황 우르바노 3세(라틴어: Urbanus PP. III, 이탈리아어: Papa Urbano III)는 제172대 교황(재위: 1185년 11월 25일 - 1187년 10월 19일)이다. 본명은 우베르토 크리벨리(이탈리아어: Uberto Crivelli)이다.

## 생애 초기와 교황 선출
크리벨리는 쿠조노에서 구알라 크리벨리의 아들로 태어났다. 그에게는 피에트로, 도메니코, 파스토레, 구아라 등 네 명의 형제가 있었다. 그는 훗날의 교황 첼레스티노 4세의 외삼촌이기도 하다. 그는 볼로냐에서 공부했다.
그는 교황 루치오 3세에 의해 밀라노 대교구장과 추기경에 서임되었다. 그리고 최종적으로는 루치오 3세의 뒤를 이어 1185년 11월 25일 교황으로 선출되었다.

## 교황
우르바노 3세는 전임자와 마찬가지로 토스카나의 마틸데 백작 부인의 영지의 소유권 등을 비롯하여 신성 로마 제국의 프리드리히 1세와의 격렬한 투쟁을 이어나갔다. 교황으로 선출된 이후에도 우르바노 3세는 밀라노 대교구장직을 버리지 않고 계속 유지했으며, 시칠리아 왕국의 상속녀 콘스탄체와 혼인한 프리드리히 1세의 아들 하인리히의 이탈리아 왕위 주장을 인정하지 않았다.
하인리히는 이탈리아 남부에서 교황에 반항적인 로마 원로원과 손을 잡고, 프리드리히 1세는 알프스 산맥의 통행을 차단하고 베로나에 있는 교황과 독일의 친교황파 인사들 사이의 모든 연락수단을 막아버렸다. 이제 우르바노 3세는 프리드리히 1세를 파문하기로 결심했지만, 베로나 시민들이 자신들의 도시에서 황제에 대한 파문이 선포되는 것에 반대하는 바람에 페라라로 철수하였다.
1187년 예루살렘 왕국이 멸망하고 예루살렘이 살라딘의 손에 떨어졌다는 소식을 듣고 홧병으로 선종했다.

## 같이 보기
- 교황 목록